# Carl Westergren
Carl Oscar Westergren (* 13. Oktober 1895 in Malmö; † 5. August 1958 ebenda) war ein schwedischer Ringer.

## Leben
Carl Westergren begann 1911 im Alter von 16 Jahren beim Sportklub IK Sparta Malmö mit dem Ringen und erreichte bald die nationale Spitze. Infolge des Ersten Weltkrieges musste er allerdings bis 1920 auf seinen ersten internationalen Erfolg warten, der dann gleich ein Olympiasieg war. Von da an reihte sich Erfolg an Erfolg. Mit einer Ausnahme, 1924 bei den Olympischen Spielen in Paris, rang er ausnahmslos im griechisch-römischen Stil. Seine Spezialitäten waren der Überstürzer von vorne, als dessen Erfinder er gilt und der seitliche Durchdreher. Er begann seine Laufbahn als Mittelgewichtler und wuchs im Laufe der Jahre in das Halbschwer- und Schwergewicht hinein. Er war von gedrungener Gestalt, aber sehr wendig und beherrschte alle taktischen Raffinessen. Carl Westergren war zunächst Busfahrer und dann Mietwagenunternehmer. Nach Beendigung seiner Laufbahn bestritt er gerne Trabrennen und trat als Artist in Theatern auf. Für seine Verdienste um den Ringersport wurde er im September 2003 als einer der ersten in die FILA International Wrestling Hall of Fame aufgenommen.

## Internationale Erfolge
| Jahr | Platz | Wettbewerb                            | Stil | Gewichtsklasse | Ergebnisse |
| 1919 | 1.    | Nordische Meisterschaft in Kopenhagen | GR   | Mittel         | |
| 1920 | 1.    | Nordische Meisterschaft in Stockholm  | GR   | Mittel         | |
| 1920 | Gold  | OS in Antwerpen                       | GR   | Mittel         | mit Siegen über Matti Perttilä, Finnland, Arthur Lindfors, Finnland, Maurice Van der Leenden, Belgien, Johannes Eillebrecht, Niederlande und Michel Dechmann, Luxemburg  |
| 1922 | 1.    | WM in Stockholm                       | GR   | Mittel         | mit Siegen über Charles Frisenfeldt, Dänemark, Einar Petersen, Dänemark, Harald Christensen, Dänemark, Endrédy, Ungarn und Oskar Friman, Finnland                        |
| 1923 | 1.    | Intern. Turnier in Malmö              | GR   | Halbschwer     | vor Dr. Bela Varga, Ungarn und H. Nilsson, Schweden |
| 1923 | 1.    | Nordische Meisterschaft in Oslo       | GR   | Halbschwer     | |
| 1923 | 1.    | Intern. Turnier in Malmö              | GR   | Halbschwer     | vor Rudolf Svensson und Malmberg, beide Schweden |
| 1923 | 2.    | Intern. Turnier in Stockholm          | GR   | Halbschwer     | hinter Robert Oksa, Finnland, vor Forsberg, Schweden |
| 1924 | 1.    | Intern. Turnier in Berlin             | GR   | Schwer         | vor Grüneisen, Deutschland und Hansen, Dänemark |
| 1924 | Gold  | OS in Paris                           | GR   | Halbschwer     | mit Siegen über Berksoy, Türkei, František Tázler, Tschechoslowakei, Béla Varga, Ungarn, Emil Wecksten, Finnland, Ibrahim Mustafa, Ägypten und Rudolf Svensson, Schweden |
| 1924 | 4.    | OS in Paris                           | F    | Halbschwer     | mit Siegen gegen Frederico Del Genovese, Italien, Emil Wecksten und Niederlagen gegen John Spellman, USA und Rudolf Svensson                                             |
| 1925 | 1.    | EM in Mailand                         | GR   | Halbschwer     | mit Siegen über László Papp, Ungarn, Renato Campagnoli, Italien und Robert Rupp, Deutschland                                                                             |
| 1925 | 1.    | Nordische Meisterschaft in Kopenhagen | GR   | Halbschwer     | vor Onni Pellinen, Finnland |
| 1928 | unpl. | OS in Amsterdam                       | GR   | Halbschwer     | Aufgabe nach einer Schulterniederlage gegen Onni Pellinen, Finnland |
| 1930 | 1.    | EM in Stockholm                       | GR   | Halbschwer     | nach Siegen über Willi Müller, Deutschland, Einar Hansen, Dänemark und Edil Rosenqvist, Finnland                                                                         |
| 1931 | 1.    | EM in Prag                            | GR   | Schwer         | nach Siegen über Otto Viikberg, Estland, Josef Urban, Tschechoslowakei, Hjalmar Nyström, Finnland und Georg Gehring, Deutschland                                         |
| 1931 | 3.    | Intern. Turnier in Göteborg           | GR   | Schwer         | hinter Hjalmar Nyström u. vor Johan Richthoff, Schweden |
| 1931 | 1.    | Intern. Turnier in Malmö              | GR   | Schwer         | vor Johan Richthoff u. Hjalmar Nyström |
| 1932 | Gold  | OS in Los Angeles                     | GR   | Schwer         | mach einem Sieg über Josef Urban, Tschechoslowakei, einer Niederlage gegen Georg Gehring, Deutschland und einem Sieg über Nikolaus Hirschl, Österreich                   |
| 1933 | 3.    | EM in Helsinki                        | GR   | Schwer         | nach Siegen über Kristjan Palusalu, Estland und Kurt Hornfischer, Deutschland und einer Niederlage gegen Arvo Niemelä, Finnland                                          |

Erläuterungen
- GR = griechisch-römischer Stil, F = freier Stil
- OS = Olympische Spiele, WM = Weltmeisterschaft, EM = Europameisterschaft
- Gewichtsklassen bis 1929: Mittel bis 75 kg, Halbschwer bis 82,5 kg, Schwergewicht über 82,5 kg
- Gewichtsklassen seit 1930: Mittel bis 79 kg, Halbschwer bis 87 kg, Schwer gewicht über 87 kg körpergewicht

## Nationale Erfolge
Carl Westergren wurde schwedischer Meister 1917, 1919, 1920 und 1921 im Mittelgewicht, 1922, 1923, 1924, 1927, 1928, 1930 und 1931 im Halbschwergewicht, sowie 1932 und 1933 im Schwergewicht. Also insgesamt 13 Titel. Alle Titel gewann er im griechisch-römischen Stil. Daneben gewann er viele internationale Turniere auf den Matten Skandinaviens, die damals immer die Weltelite versammelten. Seine schwedischen Hauptgegner waren Gustav Lindquist, Claes Johanson, Ragnar Bohm, Ernst Nilsson, Thure Sjöstedt, Olle Hansson, Rudolf Svensson und Johan Richthoff, die sich jedoch bei den schwedischen Meisterschaften meist aus dem Weg gingen.